# 穗发草
穗发草（学名：Deschampsia koelerioides）为禾本科发草属下的一个种。产内蒙古、甘肃、新疆、西藏、青海等省区。生于海拔3500-5100米的高山河漫滩上或灌丛下及潮湿处。分布于亚洲中部、俄罗斯西西伯利亚、喜马拉雅西北部和土耳其。模式标本采自俄罗斯。

## 扩展阅读
- 維基物種上的相關：穗发草